# 萨拉县 (法国)
萨拉县（法語：canton de Sarras）是法国阿尔代什省的一个县（省级选区），中央投票站位于萨拉。该县涵盖19个市镇。